# Cyril Nauth
Cyril Nauth, né le 19 décembre 1981 à Dijon, est un homme politique français.
Membre du Front national (FN) puis du Rassemblement national depuis 2010, il est maire de Mantes-la-Ville de 2014 à 2020 et conseiller régional d'Île-de-France de 2015 à 2021 puis retrouve son poste en 2022 après la démission de Caroline Parmentier. Il est le premier maire de son parti dans la région parisienne.

## Biographie
Cyril Nauth naît le 19 décembre 1981 à Dijon.

### Profession
Il est professeur de lettres-histoire-géographie en lycée professionnel.

### Engagement au FN
Il adhère au FN en 2010. Résidant dans la commune voisine de Mantes-la-Jolie, il indique avoir envisagé de se présenter à Mantes-la-Ville à partir de 2012.

### Maire de Mantes-la-Ville

#### Élections municipales de 2014
Lors des élections municipales de 2014, la liste qu'il conduit à Mantes-la-Ville arrive en tête au premier tour avec 21,65 % des voix, puis l'emporte au second tour au terme d'une quadrangulaire : avec 61 voix d’avance, il recueille 30,26 % des suffrages exprimés devant la maire sortante Monique Brochot (PS, 29,35 %), sa prédécesseure Annette Peulvast-Bergeal (divers gauche, 28,29 %) et Eric Visintainer (divers droite, 12,09 %),. Il est le premier maire issu du FN en Île-de-France, dans une ville ouvrière dirigée par la gauche depuis un demi-siècle.
Alors que l'élection de nouveaux maires FN ou soutenus par le FN était attendue à Béziers (Robert Ménard), Fréjus (David Rachline), Hénin-Beaumont (Steeve Briois) ou Beaucaire (Julien Sanchez), la sienne est une surprise, : Libération relève qu'il est alors « un inconnu à peine repéré par son état-major » et qu'il a profité de la division de la gauche, qui détenait la municipalité depuis la Libération,,. Bérenger Boureille, natif de Mantes-la-Jolie et auteur du livre Le Front du mépris (Stock, 2017), estime quant à lui que la victoire du FN ne peut pas être réduite à un défaut de rassemblement à gauche mais s'explique par une « exploitation politique de l’islam » dès le début des années 1980, lors des grèves dans l’industrie automobile, et par le fait que Mantes-la-Ville se situe dans « une province reculée, une zone de passage qui a été oubliée des politiques de développement ».

#### Exercice du mandat
En 2016, Le Monde estime que Cyril Nauth « n’a pas vraiment de projet. L’opposition non plus ». La même année, le journaliste de l’édition locale du Parisien Mehdi Gherdane considère qu'il « n’a rien fait de mal, mais rien d’extraordinaire non plus… ». France 3 indique qu'« à la différence de certaines figures du Front national, Cyril Nauth est un maire plutôt discret qui préfère défendre ses projets ». En préambule à sa visite de la commune en septembre 2018, Marine Le Pen présente Mantes-la-Ville comme « une vitrine » de ce que son parti « est capable de faire ».

##### Pouvoirs de police
En 2015, RMC indique que la sécurité constitue « la colonne vertébrale de sa politique » et que « les effectifs de police municipale ont presque doublé », bien que « la police nationale ne considère pas Mantes-la-Ville comme une zone particulièrement gangrenée par les problèmes d’insécurité ». En 2018, Le Parisien estime qu'« entre les départs et les arrêts maladie », « le maire n’a toujours pas réussi à gonfler durablement ses effectifs de police » composés de six à sept policiers, soit un niveau stable par rapport à 2016 et « un chiffre bien en deçà de la moyenne couramment admise d’un policier pour 1 000 habitants ». Cyril Nauth relève pour sa part qu'« il n’y a pas de hausse de délinquance et c’est bien le principal ». En 2018, Mediapart indique que « le syndicat CGT des Territoriaux de Mantes-la-Ville alerte depuis plusieurs mois sur un management brutal au sein de la police municipale. Le turn-over est incessant. Dix-sept agents sont arrivés, mais dix-huit sont partis. Le service compte toujours huit policiers, soit le même nombre qu'en 2014, alors que le frontiste avait promis d'augmenter les effectifs ».

##### Opposition à un projet de mosquée
Dès sa campagne, il s'oppose à un projet d'installation d'une nouvelle mosquée en gelant la promesse de vente de l'ancienne trésorerie municipale formulée par la municipalité précédente (PS) à l’association des musulmans de Mantes sud (AMMS), s'exposant ainsi au paiement de dommages et intérêts,,. Il accuse sa prédécesseure socialiste d’avoir voulu réaliser un « coup politique pour s'attirer le vote communautaire des musulmans », invoque l'« hostilité des habitants à ce projet », des risques sur le stationnement et la circulation, ainsi qu'un « danger financier ». Il demande également à la justice l'expulsion de l'AMMS de son lieu de culte existant, dans un pavillon vétuste appartenant à la commune, mettant en cause une occupation « sans droit ni titre » et« de nombreux travaux réalisés sans autorisation », et invoquant son souhait d'installer sur un terrain mitoyen son poste de police municipale,,. En 2015, le préfet des Yvelines, Erard Corbin de Mangoux, dépose un référé contre la décision du conseil municipal d’exercer son droit de préemption sur le site où la mosquée doit s'installer et où il souhaite installer les locaux de la police municipale,. Pour Le Parisien, « c’est une défaite sur toute la ligne. [...] Le maire a d’ailleurs perdu quasiment tous les procès qui l’opposaient à cette association ». En juillet 2018, Cyril Nauth écope de 3 000 € d’amende pour avoir refusé de délivrer le permis de construire, après avoir déjà dû verser 14 000 € à l'association. Il obtient l'expulsion de l'association de ses locaux en 2019, quelques semaines avant son départ prévu dans la nouvelle mosquée,.

##### Budget et gestion de la mairie
Durant sa campagne, Cyril Nauth s'engage à ne pas augmenter la fiscalité et à faire baisser les dépenses de fonctionnement : RMC constate en 2015 que « les impôts n'ont pas augmenté. Ils n'ont pas baissé non plus. La mairie a surtout dégraissé dans les effectifs municipaux: la masse salariale a ainsi diminué de 700.000 euros. Un quart des postes a en effet été supprimé, dont une trentaine rien que pour l'animation scolaire ». En octobre 2017, Le Parisien indique : « Même s’il n’a pas hérité d’une situation financière catastrophique, le maire FN pratique la rigueur budgétaire : peu de projets mais peu de dépenses. Pour les contribuables, cette politique se traduit par une stabilité des impôts locaux. Promesse tenue, donc ».
En 2018, Mediapart souligne que « s’ils tirent aussi à boulets rouges contre lui, les opposants municipaux de Cyril Nauth en conviennent eux-mêmes : grâce à sa politique de coupes budgétaires et à son refus d’augmenter d’un centime les impôts locaux, le frontiste gagne des points auprès de nombreux Mantevillois, y compris chez ceux qui votaient autrefois à gauche ». Le journal L'Humanité estime que la politique d'austérité se fait « au prix fort : aucun investissement, licenciement des employés municipaux, surtout les peu diplômés. Femmes de ménage, cantinières, animateurs de quartier, assistantes maternelles… passées de 45 à 5. ». Les élus d'opposition regrettent également la « léthargie » dans laquelle est plongée la ville du fait de l'absence d'investissements.
À l'automne 2017, il est confronté à une grève des employés municipaux en raison d'un conflit sur les congés payés.
France Info dresse un bilan du mandat 2014-2020 de Cyril Nauth. Sa promesse de campagne à l'époque (2014) : « assainir les finances de la commune », est tenue. La dette baisse de 16 % sans augmentation des impôts sur la période.

##### École
Il se donne pour priorité la construction d’une école dans le quartier Mantes-Université, près de la gare de Mantes-Station,. 14 millions d'euros sont utilisés pour rénover plusieurs établissements.
En 2017, il demande au ministre de l’Éducation nationale de faire partie des communes pilotes qui testeront le retour à la semaine de quatre jours dans les écoles, la municipalité étant favorable à l’organisation qui prévalait avant 2014 et la réforme des rythmes scolaires.

##### Communication
Le Parisien relève que « contrairement à ce qui était redouté, Cyril Nauth entretient des relations « normales » avec la presse locale et ne pratique ni l’invective ni l’intimidation, à l’inverse de plusieurs de ses collègues FN ou à certains élus locaux ».

##### Subventions aux associations
Cyril Nauth assume des positions « idéologiques » comme la suppression de la subvention à la Ligue des droits de l’homme. Sous son mandat, la municipalité baisse, puis supprime la subvention de la municipalité au Football Club Mantois, invoquant alternativement le coût de la rénovation du stade, un problème de « comportement » en référence à la contestation portée par le club devant le tribunal administratif lors de la première baisse de subvention, et la « discrimination positive favorisant des jeunes issus de l’immigration » qu’opérerait le club,,.

##### Intercommunalité
Après les élections municipales de 2014, il fait partie des deux candidats à la présidence de la communauté d'agglomération de Mantes-en-Yvelines (Camy) : Jean-Luc Santini, maire-adjoint (UMP) de Mantes-la-Jolie, est élu avec 59 voix contre 9 pour Cyril Nauth. Après la dissolution de cette intercommunalité et la création de la communauté urbaine Grand Paris Seine et Oise, il se présente de nouveau, en janvier 2016, à la présidence mais échoue avec 4 voix contre 64 pour Philippe Tautou, maire (LR) de Verneuil-sur-Seine, et 50 pour Paul Martinez, président (UDI) de la feu Camy. Le Parisien note en 2017 que « Cyril Nauth n’a pas réussi à fédérer les élus des communes de la campagne mantaise », dont certains « épousent pourtant ses idées » : « Mantes-la-Ville apparaît ainsi isolée et n’a pas de projets à long terme ».

#### Élections municipales de 2020
Candidat à sa réélection pour les élections municipales de 2020, il fait notamment campagne sur une baisse de 5 % de la taxe foncière,,. Sa liste arrive en tête du premier tour avec 33,72 % des voix. Les deux candidats de gauche qualifiés pour le second tour se retirent, donnant lieu à un front républicain qui le met en ballottage défavorable face à son seul adversaire au second tour, Sami Damergy, dont la deuxième place au premier tour (avec 27,22 % des voix) constitue une surprise,. Nouveau venu en politique, soutenu par LR, LREM, l'UDI et le MoDem, et en particulier par Pierre Bédier (LR), président du conseil départemental des Yvelines, Sami Damergy est un ancien président du Football Club Mantois dont Cyril Nauth avait réduit de 15 % la subvention du club avant de la supprimer totalement. Pour le second tour, alors que Cyril Nauth demande la tenue d'un duel télévisé, Sam Damergy refuse et propose à la place dix « micro-débats » dans la ville. La liste de Sami Damergy l'emporte avec 55,85 % des voix. Cyril Nauth déclare : « La marche était trop haute, je ne pouvais pas sortir gagnant de ce duel compte tenu de la sociologie de la ville ».

#### Synthèse des élections municipales
| Année | Parti | Parti | %        | %       |
| Année | Parti | Parti | 1er tour | 2d tour |
| ----- | ----- | ----- | -------- | ------- |
| 2014  |       | FN    | 21,65    | 30,26   |
| 2020  |       | RN    | 32,72    | 44,15   |

### Conseiller régional d'Île-de-France
Cyril Nauth, élu en troisième position sur la liste FN des Yvelines  des élections régionales de 2015, est conseiller régional d'Île-de-France  de 2015 à 2021 puis retrouve son mandat après la démission de Caroline Parmentier en 2022 .

### Élections départementales de 2021
Aux élections départementales de 2021, il est candidat dans le canton de Mantes-la-Jolie contre Pierre Bédier et échoue au second tour face à ce dernier.